# Drew Tarver
Andrew Tarver (Glennville, Georgia, 6 de mayo de 1986) es un actor y comediante estadounidense del Upright Citizens Brigade Theatre de Los Ángeles. Es conocido por interpretar a Cary Dubek en la serie de comedia The Other Two, su papel en el programa de Seeso Bajillion Dollar Propertie$, y por sus apariciones en podcasts de comedia, incluidos Comedy Bang! Bang! y Big Grande's The Teachers Lounge.

## Biografía
Tarver nació en Glennville, Georgia. Su familia era dueña de una fábrica local de dulces. Tarver es el mayor de cuatro hijos: tiene dos hermanas, Amanda y la cantante, actriz y compositora Katelyn Tarver; y un hermano menor llamado Jake.
Tarver se mudó a Nueva York cuando tenía 18 años. Después de tomar clases de improvisación en el Upright Citizens Brigade Theater en Nueva York, finalmente se mudó a Los Ángeles y continuó actuando en el UCB de Los Ángeles.

## Carrera
Tarver ha realizado comedias con el Upright Citizens Brigade Theater en Los Ángeles desde 2010. Es miembro del grupo de comedia de sketches e improvisación Big Grande (junto con los comediantes Jon Mackey, Ryan Rosenberg y Dan Lippert), e interpreta a Bill Cravy en su podcast, Big Grande Teachers' Lounge. Con Big Grande, Tarver coescribió y protagonizó un piloto de comedia original de 22 minutos para Funny or Die y varios episodios de The UCB Show. Tarver también es un invitado habitual en los podcasts Comedy Bang! Bang!, el podcast improv4humans de Matt Besser, y el podcast Spontaneanation de Paul F. Tompkins.
En 2014, Tarver interpretó a Todd, el mejor amigo gay de la protagonista Greta Gerwig en el piloto How I Met Your Dad, que no fue emitido.
Fue miembro del elenco de Bajillion Dollar Propertie$, en el que interpretó el papel de Baxter Reynolds. Las primeras tres temporadas se transmitieron en Seeso de 2016 a 2017. La cuarta y última temporada se emitió en Pluto TV en 2019.
En 2017, Tarver interpretó al ficticio Carl Hardee Jr. en una serie de comerciales para Carl's Jr. y Hardee's.
Tarver tuvo un papel recurrente como un bicho raro local llamado Randy en Bless the Harts, una serie animada de Fox.
Tarver fue elegido para el papel principal de Cary Dubek en la serie de Comedy Central de 2019 The Other Two. Lo describió como su primer papel en una serie que no es un personaje cómico exagerado como los vistos en su trabajos anteriores en improvisación y comedia de sketches. El programa recibió críticas positivas por parte de los críticos, y en septiembre de 2021 se renovó para una tercera y última temporada, que concluyó su emisión en junio de 2023.
En 2020, Tarver actuó en la comedia de misterio Mapleworth Murders para Quibi.

## Vida personal
Tarver se declaró bisexual a los 26 años.

## Filmografía
| Año  | Título                                  | Papel | Notas |
| ---- | --------------------------------------- | ----- | ----- |
| 2014 | Jerked                                  | Drew  |       |
| 2016 | Other People                            | Craig |       |
| 2016 | Dean                                    | Kip   |       |
| 2024 | The American Society of Magical Negroes | Jason |       |
| 2024 | Unfrosted                               | Pop   |       |

| Año       | Título                        | Papel                      | Notas                          |
| --------- | ----------------------------- | -------------------------- | ------------------------------ |
| 2012      | Animal Practice               | Todd                       | 1 episodio                     |
| 2013      | Newsreaders                   | Consejero #3               | 1 episodio                     |
| 2013      | Big Time Rush                 | Ejecutivo #2               | 1 episodio                     |
| 2013      | NTSF:SD:SUV::                 | Marcus                     | 1 episodio                     |
| 2014      | How I Met Your Dad            | Todd                       | Piloto no emitido de CBS/FOX   |
| 2014      | The McCarthys                 | Ben                        | 1 episodio                     |
| 2015      | Filthy Preppy Teen$           | Adolescente sin hogar      | 1 episodio                     |
| 2016      | Angel from Hell               | Oliver                     | 1 episodio                     |
| 2016-2017 | The UCB Show                  | Varios papeles             | 5 episodios                    |
| 2016-2019 | Bajillion Dollar Propertie$   | Baxter Reynolds            | Papel recurrente; 34 episodios |
| 2016      | Tween Fest                    | Zayden Ostin Storm         | Papel recurrente; 8 episodios  |
| 2016      | Comedy Bang! Bang!            | Donny Gary                 | 1 episodio                     |
| 2017      | Girlboss                      | Psicólogo                  | 1 episodio                     |
| 2018      | LA to Vegas                   | Farley                     | 1 episodio                     |
| 2018      | Love                          | Andrew Cruikshank          | 2 episodios                    |
| 2018-2019 | Brooklyn Nine-Nine            | Oficial Gary Jennings      | 2 episodios                    |
| 2018      | Superstore                    | Lonnie                     | 1 episodio                     |
| 2019-2023 | The Other Two                 | Cary Dubek                 | Papel principal                |
| 2019-2021 | Bless the Harts               | Randy/Charles Lee (voz)    | Papel recurrente               |
| 2019      | Astronomy Club                | Robin Hood                 | 1 episodio                     |
| 2020      | Three Busy Debras             | Jason                      | 1 episodio                     |
| 2020      | Mapleworth Murders            | Brent Davenport            | 3 episodios                    |
| 2020      | Hoops                         | (voz)                      | 1 episodio                     |
| 2021      | Inside Job                    | Kevin (voz)                | 1 episodio                     |
| 2022      | Ghosts                        | Micah                      | 1 episodio                     |
| 2023      | History of the World, Part II | Adolf Hitler/Private Tully | 2 episodios                    |
| 2025      | Running Point                 | Sandy Gordon               | Próxima serie de Netflix       |